# Karl-Martin Almqvist (musikalbum)
Karl-Martin Almqvist från 2001 av jazzsaxofonisten Karl-Martin Almqvists debutalbum.

## Låtlista
Låtarna är skrivna av Karl-Martin Almqvist  om inget annat anges.
1. Mourning Dove – 6:19
2. Bright Side of Darkman – 5:39
3. Lil' Bear – 4:10
4. Woon Tune – 4:27
5. Reslust – 7:39
6. See Gee – 5:16
7. Sing – 6:17
8. On a Misty Night (Tadd Dameron) – 5:00
9. Fly, Fly – 5:27

## Medverkande
- Karl-Martin Almqvist – saxofon
- Jan Lundgren – piano
- Filip Augustson – bas
- Sebastian Voegler – trummor